# Anton Ionescu
Anton Ionescu (n. 10 decembrie 1939 - d. 7 martie 2023) a fost un deputat român în legislatura 1996-2000 și în legislatura 2000 - 2004, ales în județul Cluj pe listele partidului PNL. În legislatura 1996-2000, Anton Ionescu a fost membru în grupurile parlamentare de prietenie cu Republica Populară Chineză și Republica Ecuador iar în legislatura 2000-2004 a fost membru în grupurile parlamentare de prietenie cu Republica Arabă Egipt și Republica Coreea. 
Anton Ionescu a fost profesor universitar și Ministru al Transporturilor în 1998.